# Microbotryum
Genre
Microbotryum est un genre de champignons Basidiomycètes phytoparasites de la famille des Microbotryaceae. Son espèce type est Microbotryum violaceum.
Les espèces du genre Microbotryum infestent des Dicotylédones herbacées, et se retrouvent notamment dans les étamines et ovaires de nombreuses Caryophyllaceae où elles provoquent le charbon des anthères, mais également dans les capitules de certaines Asteraceae et Dipsacaceae ou encore sur le limbe foliaire ou la bordure des feuilles de quelques Polygonaceae.
Cette maladie n'est pas un charbon, contrairement à ce que laisse penser son nom, mais une rouille.
Il s'agit de masses de spores, principalement violettes, souvent réticulées et rarement épineuses ou verruqueuses.

## Systématique

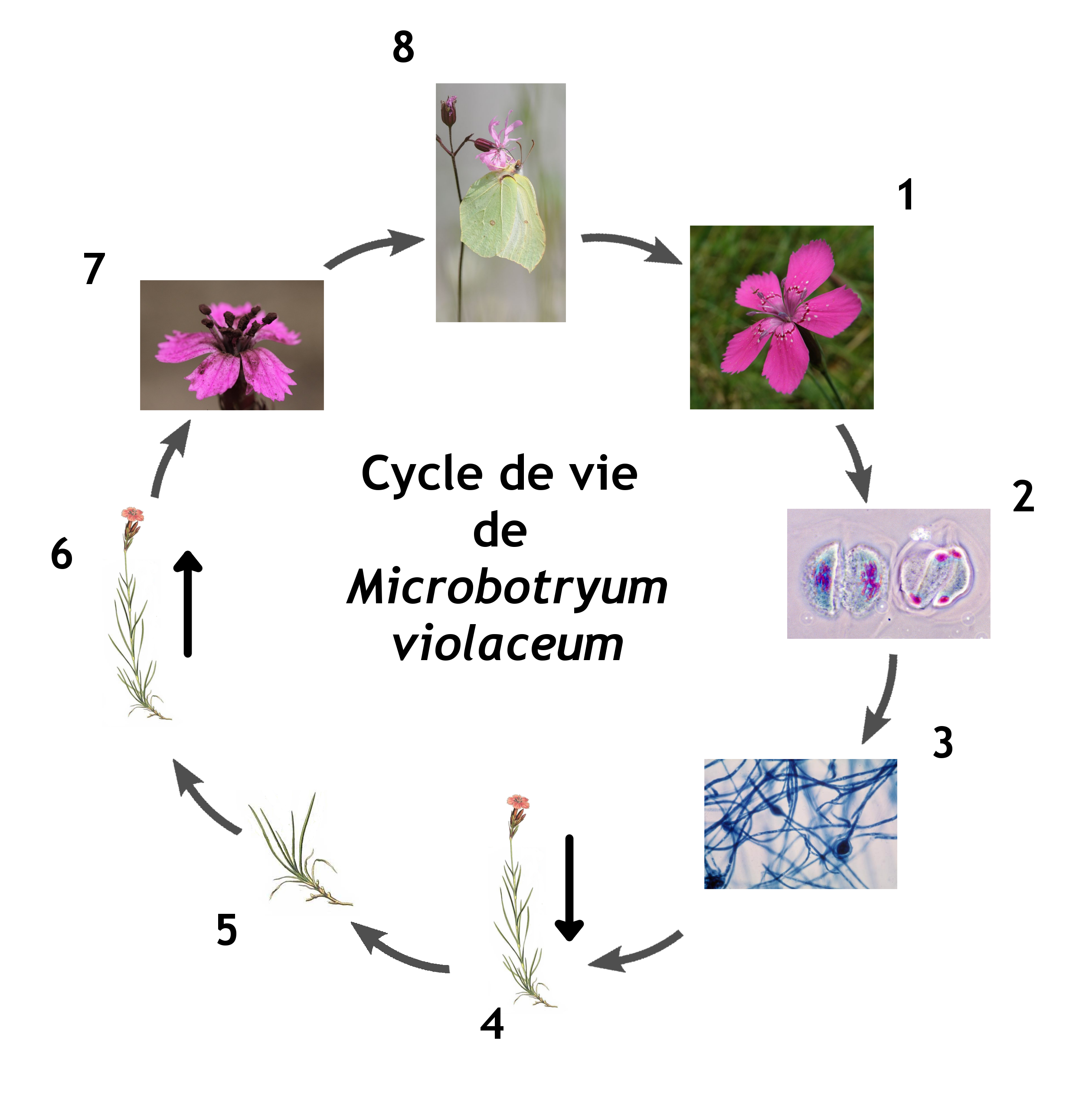
Cycle de vie du champignon phytoparasite Microbotryum violaceum : Une plante en bonne santé est infectée par des téliospores de M. violaceum (1). Les téliospores germent, subissent une méiose et produisent des sporidies semblables à des levures (2). La conjugaison a lieu sur la plante entre sporidies de types sexuels opposés (3). Les hyphes dicaryotes poussent dans la plante (4) et passent l'hiver dans les tissus végétatifs (5). L'année suivante, l'infection est systémique (6) et toutes les fleurs produisent des téliospores diploïdes dans les anthères (7) qui sont transmises par des pollinisateurs (8) à une autre plante saine (1),.

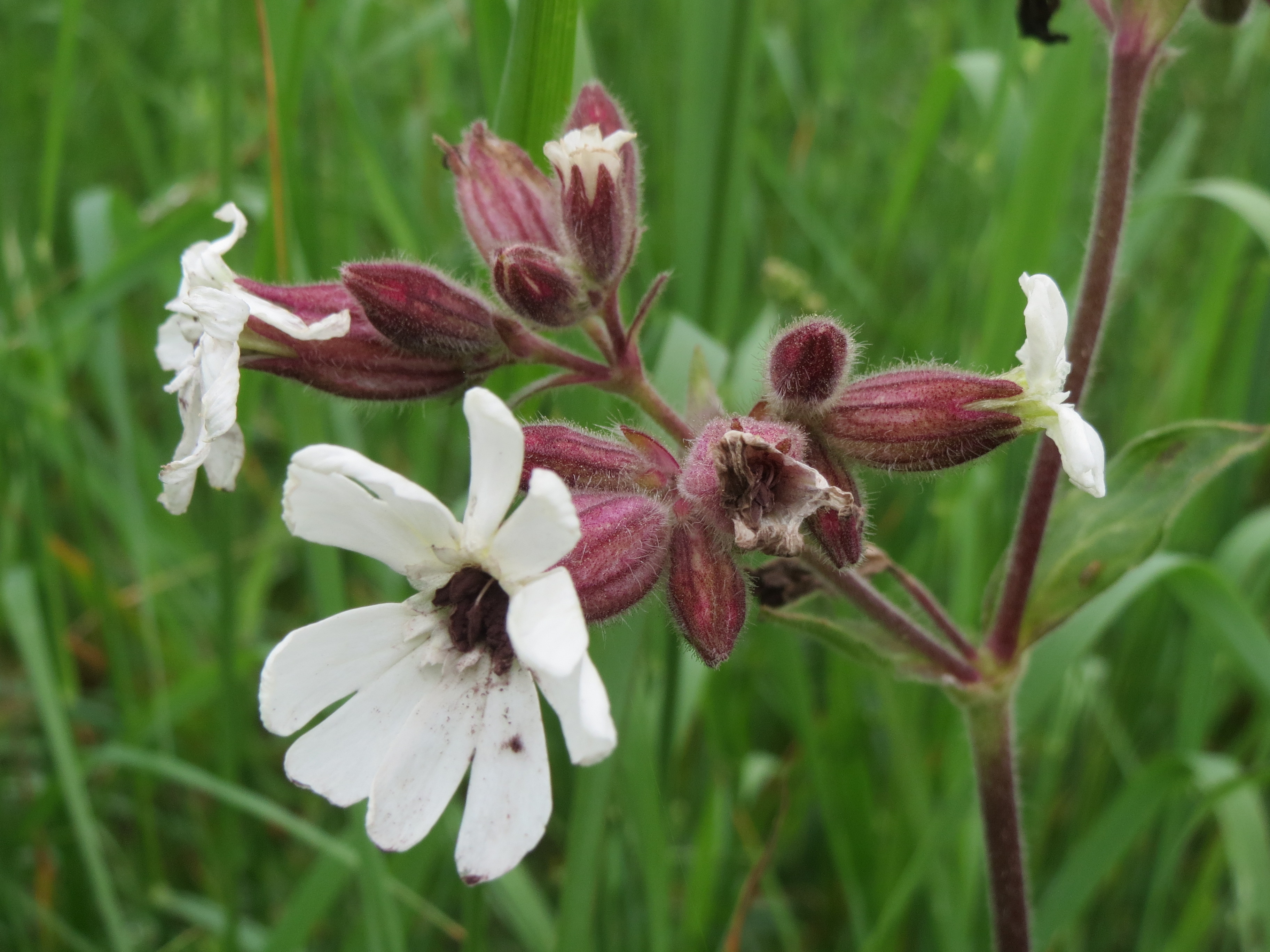
Microbotryum violaceum stricto sensu (espèce type du genre) sur les anthères de Silene latifolia

Ce genre a été créé par Joseph-Henri Léveillé en 1847 et fortement remanié par Kálmán Vánky en 1998. De nombreuses espèces de ce genre proviennent de l'ancienne conception du genre Ustilago, aujourd'hui  exclusivement consacré aux espèces provoquant des charbons sur les Poaceae. Vánky propose pour critère principal du genre Microbotryum des spores avec une teinte violette en plus de la couleur brune. Ce critère étant parfois délicat à visualiser, il invente alors un procédé chimique nommé colour contrast method, qui lui permet de déterminer par comparaison les couleurs des spores et ainsi de classifier le spécimen examiné.
En raison de son caractère inoffensif par rapport aux activités humaines, l'espèce type du genre, Microbotryum violaceum, est devenue un modèle d'étude scientifique dans les domaines de la génétique, de la dynamique des populations et de la relation hôte-pathogène.
Les parasites de Polygonaceae peuvent être considérés comme des ancêtres de Microbotryum car ils présentent une distribution paraphylétique. Il s'avère que Microbotryum violaceum ou Microbotryum pinguiculae sont des complexes d'espèces cryptiques, l'application récente de méthodes phylogénétiques moléculaires ayant entraîné une augmentation considérable du nombre d'espèces,. Ces études ont également démontré qu'une forte spécificité de l'hôte peut être observée dans la plupart des lignées de l'ensemble des espèces de Microbotryum.

## Le charbon des antères
Parmi les espèces du genre Microbotryum, nombreuses sont celles qui provoquent la maladie cryptogamique du charbon des anthères.
La plante infectée voit ses anthères castrées et son pollen remplacé au profit de son parasite qui utilise alors les insectes pollinisateurs comme vecteur de dissémination de ses propres spores. Le développement floral est modifié, chez les espèces hermaphrodites, l’ovaire est avorté et les anthères portent les spores fongiques ; chez les espèces dioïques, l’ovaire des fleurs femelles est avorté, et des anthères se développent, portant également des spores,.
Ces champignons sont hétérothalliques, c'est-à-dire que leurs organes reproducteurs se forment après fusion de deux individus de type sexuel opposé ; cependant, il y a également un fort taux d’auto-fécondation. Leur cycle de vie se déroule le plus souvent sur deux années, les plantes-hôtes étant uniquement pérennes,.
Le charbon des anthères est particulièrement fréquent sur les Caryophyllaceae, plantes parasitées par des espèces apparentées à M. violaceum. Il semble que ces dernières constituent un groupe monophylétique avec M. scabiosae sur Knautia arvensis. Un second groupe, également monophylétique, aurait évolué séparément et comprend des parasites des anthères de trois familles d'hôtes : les Dipsacaceae, Lamiaceae et Lentibulariaceae, les Dipsacaceae étant scindées en deux.
D'autres espèces de champignons phytoparasites du genre Antherospora ont un dévéloppement proche sur les anthères de Liliaceae et plus particulièrement sur des fleurs de Scilla et de Muscari. La maladie qu'ils provoquent est nommée « charbon des anthères des Liliacées »

## Ensemble des espèces

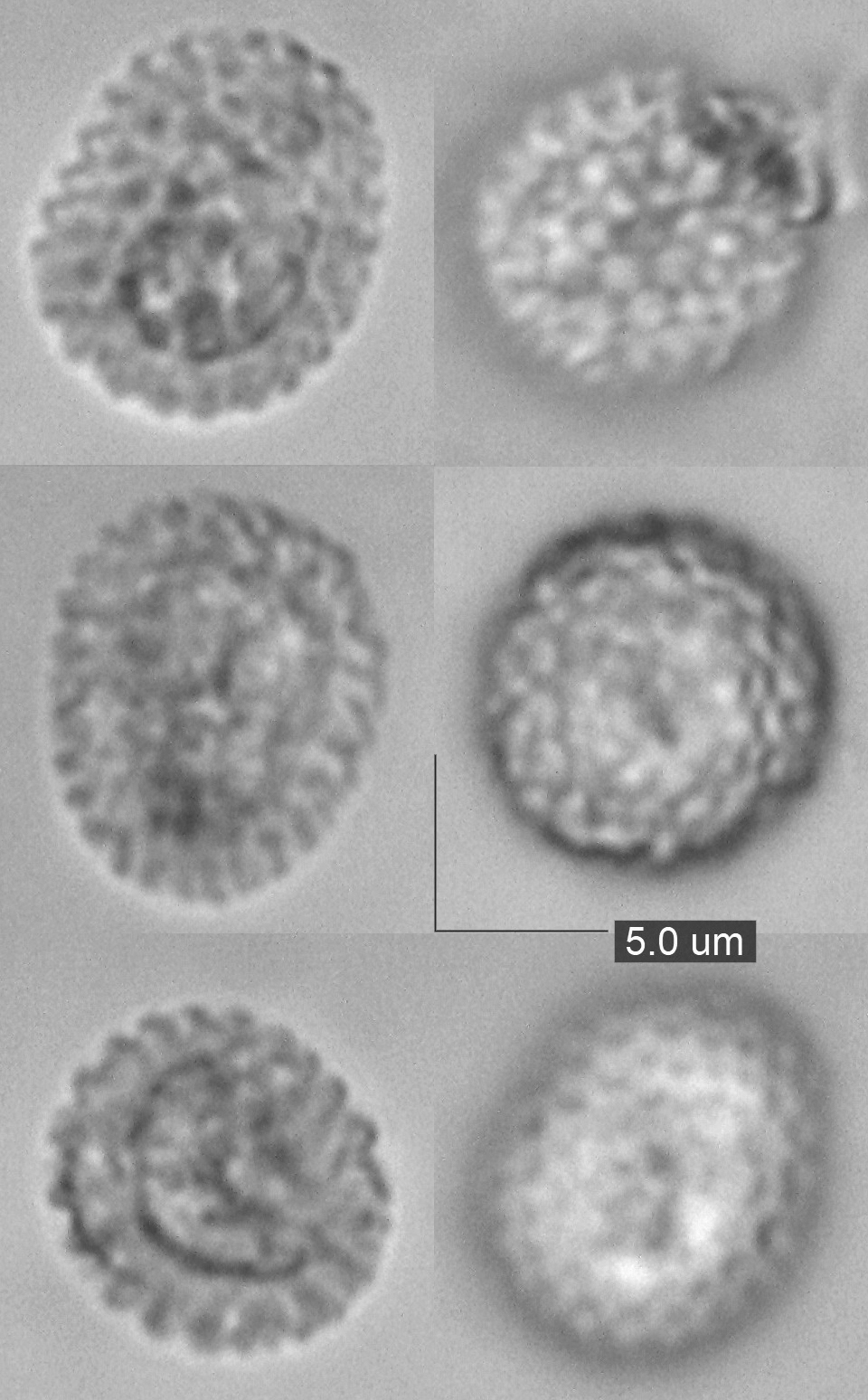
Spores de Microbotryum scabiosae parasitant Knautia arvensis

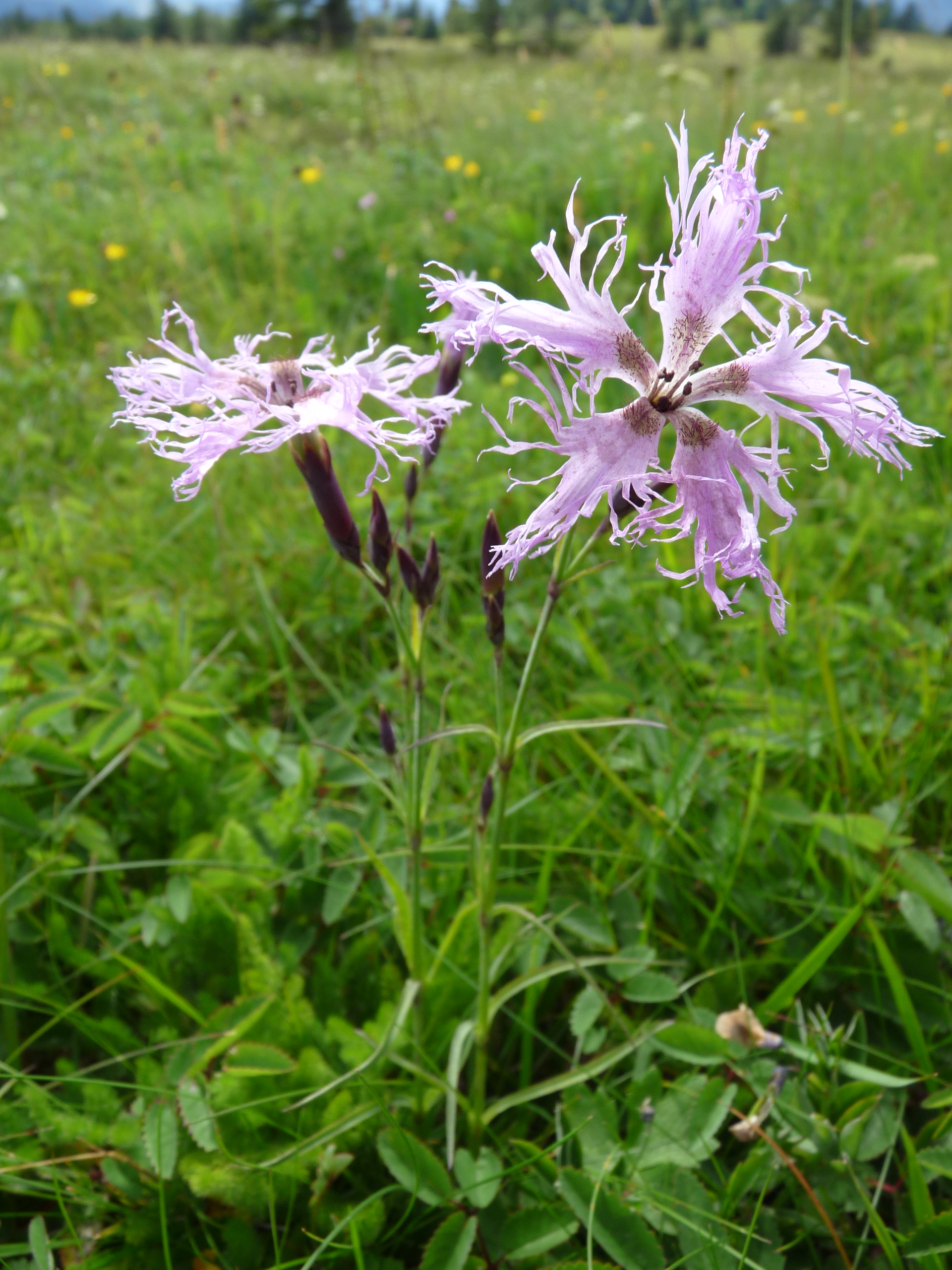
Microbotryum superbum parasitant les anthères de Dianthus superbus

Selon Kálmán Vánky (1998), Index Fungorum et Wilhem. N. Ellis :

### Les espèces provoquant le charbon des anthères
sur les Caryophyllaceae
- Microbotryum adenopetalae
- Microbotryum afromontanum
- Microbotryum alsines
- Microbotryum arcticum
- Microbotryum bardanense
- Microbotryum calandriniae
- Microbotryum calandriniicola
- Microbotryum carthusianorum
- Microbotryum chloranthae-verrucosum
- Microbotryum claytoniae
- Microbotryum coronariae
- Microbotryum dianthorum
- Microbotryum dumosum
- Microbotryum gaussenii
- Microbotryum lychnidis-dioicae
- Microbotryum major
- Microbotryum minuartiae
- Mibrobotryum saponariae
- Microbotryum savilei
- Microbotryum silenes-acaulis
- Microbotryum silenes-dioicae
- Microbotryum silenes-inflatae
- Microbotryum silenes-saxifragae
- Microbotryum shykoffianum
- Microbotryum stellariae
- Microbotryum superbum
- Microbotryum violaceoirregulare
- Microbotryum violaceoverrucosum
- Microbotryum violaceum

sur les Montiaceae
- Microbotryum lewisiae
- Microbotryum perfoliatae
- Microbotryum nelsonianum

sur les Lentibulariaceae
- Microbotryum alpinum
- Microbotryum liroi
- Microbotryum pinguiculae

sur les Lamiaceae
- Microbotryum betonicae
- Microbotryum salviae

sur les Dipsacaceae
- Microbotryum cephalariae
- Microbotryum flosculorum
- Microbotryum intermedium
- Microbotryum scabiosae
- Microbotryum succisae

sur les Primulaceae
- Microbotryum primulae

sur les Portulacaceae
- Microbotryum calyptratae

sur les Onagraceae
- Microbotryum gayophyti

sur les Caprifoliaceae
- Microbotryum morinae

sur les Gentianaceae
- Microbotryum nannfeldtii

### Les espèces provoquant une autre forme de rouille sur les fleurs et les fruits
sur les ovaires de Caryophyllaceae
- Microbotryum arenariae-bryophyllae
- Microbotryum duriaeanum
- Microbotryum holostei
- Microbotryum jehudanum
- Microbotryum moehringiae
- Microbotryum moenchiae-manticae
- Microbotryum nivale

sur les capitules d'Asteraceae
- Microbotryum cardui
- Microbotryum cichorii
- Microbotryum onopordi
- Microbotryum scolymi
- Microbotryum scorzonerae
- Microbotryum silybum
- Microbotryum tragopogonis-pratensis

sur les fleurs de Polygonaceae
- Microbotryum anomalum
- Microbotryum bistortarum
- Microbotryum cordae
- Microbotryum emodense
- Microbotryum kuehneanum
- Microbotryum picaceum
- Microbotryum reticulatum
- Microbotryum stygium
- Microbotryum vinosum
- Microbotryum vivipari
- Microbotryum warmingii

sur les capsules de Caryophyllaceae
- Microbotryum heliospermae
- Microbotryum lagerheimii

sur les samares de Polygonaceae
- Microbotryum dehiscens

### Les espèces provoquant une rouille sur les parties végétatives dePolygonaceae
- Microbotryum ahmadianum
- Microbotryum aviculare
- Microbotryum bosniacum
- Microbotryum cilinod
- Microbotryum coronatum
- Microbotryum filamenticola
- Microbotryum goeppertianum
- Microbotryum himalense
- Microbotryum koenigiae
- Microbotryum longisetum
- Microbotryum marginale
- Microbotryum moelleri
- Microbotryum nepalense
- Microbotryum ocrearum
- Microbotryum parlatorei
- Microbotryum paucireticulatum
- Microbotryum piperi
- Microbotryum polygoni-alati
- Microbotryum prostratum
- Microbotryum pustulatum
- Microbotryum radians
- Microbotryum rhei
- Microbotryum shastense
- Microbotryum stewartii
- Microbotryum tenuisporum
- Microbotryum tovarae
- Microbotryum tuberculiforme
- Microbotryum tumeforme